# Los niños de la concha
Los Niños de la concha es un cuadro del pintor español Bartolomé Esteban Murillo realizado en óleo sobre lienzo. Sus dimensiones son de 104 cm × 124 cm.

## Descripción
Se trata de una de las obras más populares de su autor, siendo profusamente reproducido en láminas y estampas. Representa el momento en que Jesús da de beber agua de una concha a su primo Juan el Bautista.